# Manuel Huerta Ladrón de Guevara
Manuel Rafael Huerta Ladrón de Guevara (Xalapa-Enríquez, Veracruz; 12 de julio de 1960) es un abogado, sociólogo y político mexicano, afiliado al Movimiento Regeneración Nacional. Ha sido diputado federal en dos ocasiones, la primera en la LV Legislatura como plurinominal (1991-1994) y en la LXII Legislatura por el distrito 2 del Distrito Federal (2012-2015). Fue presidente de Movimiento Regeneración Nacional en el estado de Veracruz de 2015 a 2018. Y delegado estatal de la Secretaría de Bienestar en Veracruz designado por el presidente de México Andrés Manuel López Obrador de 2018 a 2023. Desde el 1 de septiembre de 2024 es senador de la república al Congreso de la Unión en segunda fórmula por Veracruz. 

## Trayectoria política
Se incorporó al Partido de la Revolución Democrática en 1989, entonces liderado por Cuauhtémoc Cárdenas. Y fue diputado federal plurinominal del PRD al Congreso de la Unión de 1994 a 1997. 
En 2011, anunció su renuncia al PRD, no obstante respaldó por segunda ocasión la candidatura presidencial de Andrés Manuel López Obrador, para las elecciones federales de 2012.
Fue postulado candidato del Partido del Trabajo a diputado federal por el distrito 2 de la Ciudad de México por la coalición Movimiento Progresista, obteniendo su escaño al lograr 43.7% de los votos emitidos en las elecciones del 1 de julio de 2012.
En 2013, durante la discusión y votación de las reformas estructurales del gobierno de Enrique Peña Nieto, Huerta en su condición de diputado federal, se manifestó crítico y en contra de todas las reformas impulsadas por el gobierno federal. 
En 2014 fue miembro fundador del Movimiento Regeneración Nacional en Veracruz, desempeñándose previamente como presidente del Comité Ejecutivo Estatal de Morena en Veracruz de 2015 a 2018. 
Después del proceso electoral federal de 2018 fue designado por el presidente de México, López Obrador, para ser Coordinador Estatal de los Programas de Desarrollo de Veracruz, ocupando el cargo de 2018 a 2023.
En 2023, fue precandidato a gobernador de Veracruz por el Movimiento Regeneración Nacional, donde resultó finalmente nominada la Secretaría de Energía del gobierno de México, Rocío Nahle.
En las elecciones generales del 2 de junio de 2024, Huerta fue electo como senador de la república por la coalición Sigamos Haciendo Historia, al obtener su fórmula el 60.69% de los votos, treinta y dos puntos encima del binomio de la alianza Fuerza y Corazón por México liderado por Miguel Ángel Yunes Márquez del Partido Acción Nacional que logró el 28.64%; obteniendo su escaño por el principio de la mayoría relativa junto con Claudia Tello Espinosa.
Asumió el cargo de senador de la república el 1 de septiembre de 2024. 